# زیردریایی یو-۶۰۶
زیردریایی یو-۶۰۶ (به انگلیسی: German submarine U-606) یک زیردریایی است که طول آن ۶۷٫۱ متر (۲۲۰ فوت ۲ اینچ) می‌باشد. این زیردریایی در سال ۱۹۴۱ ساخته شد.